# Siegessäule
De Siegessäule ("overwinningszuil") is een monument in Berlijn, naar ontwerp van Heinrich Strack. De erezuil bevindt zich in de Großer Tiergarten op de Großer Stern, een groot verkeersknooppunt midden in het park. Aanleiding tot de bouw was de overwinning van Pruisen op de Denen in de oorlog van 1864. Toen de bouw van de zuil was afgerond waren er inmiddels nog meer overwinningen behaald in andere oorlogen (Oostenrijkse-Pruisische oorlog en de Frans-Pruisische oorlog). Vanwege deze laatste overwinningen werd op de zuil een bronzen beeld geplaatst. De Siegessäule is een beschermd monument.

## Architectuur
De Siegessäule bestaat uit een rood fundament, met daarop een cirkelvormige 'zaal' omgeven door pilaren. In deze zaal is op de solide binnenkern een glasmozaïek te vinden dat ontworpen is door Anton von Werner. De zuil zelf bestaat uit 4 blokken van zandsteen, gedecoreerd met kanonslopen die in de voorgaande oorlogen waren veroverd op de vijanden. Een reliëf dat op de fundering was aangebracht, moest op last van de Fransen in 1945 verwijderd worden. Het reliëf werd in 1980 teruggeplaatst.
In het binnenste van de zuil bevindt zich een wenteltrap van 285 treden naar een uitzichtplatform, vanwaar men uitzicht heeft op Berlijn.
Boven op de Siegessäule is een verguld bronzen beeld geplaatst dat Victoria voorstelt. Het in 1873 voltooide beeld is naar een ontwerp van Friedrich Drake. Het beeld is 8,3 meter hoog en weegt 35 ton. 
Aangezien de Siegessäule in het midden van een groot verkeersknooppunt staat, is er een voetgangerstunnel aangelegd zodat deze zonder gevaar bereikt kan worden door voetgangers. Vier neoklassieke poortgebouwen uit 1939 geven toegang tot deze tunnel. Dit alles naar een ontwerp van Albert Speer.

## Geschiedenis
Oorspronkelijk was de Siegessäule een 50,66 meter hoge zuil op de Königsplatz (nu Platz der Republik) voor de Rijksdag gebouwd. In 1938/1939 werd de zuil echter door de nazi's naar de huidige locatie in de Tiergarten verplaatst. De nazi's vonden deze locatie namelijk beter in Welthauptstadt Germania passen. Aan de zuil werd nog een extra kolom van 7,5 meter toegevoegd, waardoor de huidige hoogte van 66,89 meter werd bereikt.

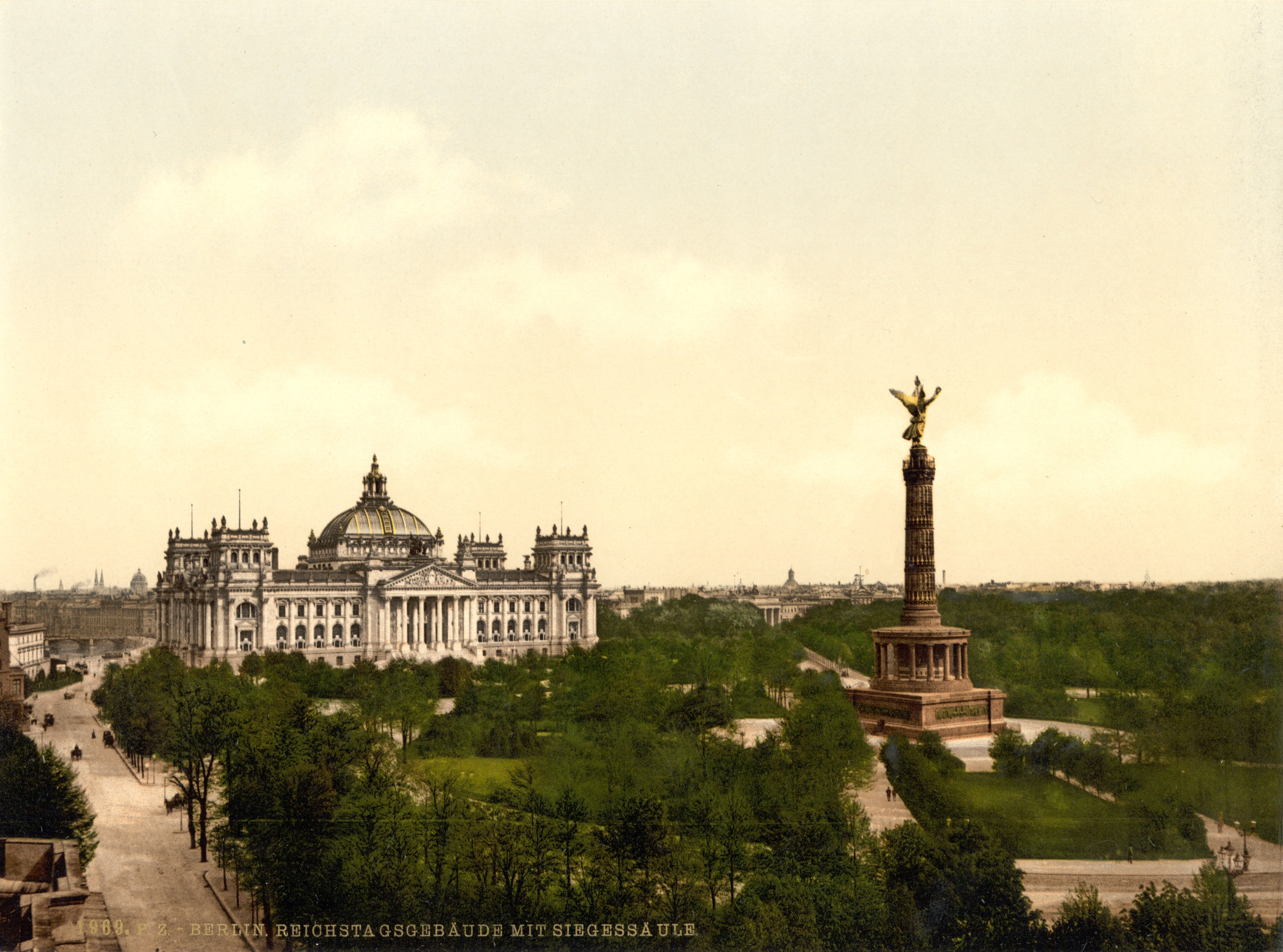
Siegessäule voor de Rijksdag in 1900.

De zuil doorstond de Tweede Wereldoorlog en de Slag om Berlijn zonder grote schade op te lopen. Poolse soldaten hesen na de slag om Berlijn de Poolse vlag op de top van Siegessäule op 2 mei 1945. Vanaf 2004 wordt op 2 mei de Dag van de Poolse Vlag gevierd. Na de oorlog werd er door de geallieerden gesproken over het al dan niet afbreken van de zuil. Door de Fransen werd gepleit voor het afbreken van de zuil, maar de Engelsen en Amerikanen waren tegen (de Russen onthielden zich van stemmen). Wel werden enkele delen van de zuil overgebracht naar Parijs en naar de Citadel van Spandau. In 1987 werd de Siegessäule gerestaureerd en kwamen de verwijderde delen weer terug. In 1989 werd de restauratie voltooid.
Op 15 januari 1991 werd door de Revolutionäre Zellen een zware springstoflading op het uitzichtplatform geplaatst. Omdat de ontsteking van de lading deels faalde, raakte slechts één steunpilaar licht beschadigd. Ook vielen er geen gewonden omdat er op dat moment geen mensen aanwezig waren. Wel was de Siegessäule 10 maanden niet toegankelijk voor publiek vanwege de reparatiewerkzaamheden.
Van 1996 tot 2006 reed de Love Parade rondom de zuil. De zuil was jarenlang het symbool van dit dance-evenement. In de Siegessäule zijn daar foto's van te zien.

## Varia
Het beeld van Victoria wordt door de Berlijners ook wel liefdevol Goldelse (Goud-Elsje) genoemd. Deze benaming is ontleend aan een roman met de titel Goldelse van de hand van de schrijfster met pseudoniem E. Marlitt (1825-1887). Die roman stond in het eerste halfjaar van 1866 als feuilleton in het populaire tijdschrift Die Gartenlaube. De roman was succesvol, en is onder andere ook in Nederlandse, Engelse, Franse en Spaanse vertaling verschenen. De heldin van dit verhaal, dat evenals veel werk van Hedwig Courths-Mahler tot het genre kasteelromans  behoort, heette Elisabeth en had lang, golvend goudblond haar.